# Леш, Леонид Вильгельмович
Леонид Вильгельмович (Павлович) Леш (9 января 1862 — 28 августа 1934, Котор) — русский военачальник, генерал от инфантерии.

## Биография
Православный. Из дворян Смоленской губернии, образование получил в частном учебном заведении (1881).
В 1883 году окончил Николаевское кавалерийское училище, откуда перешёл в старший класс Михайловского артиллерийского училища, по окончании которого выпущен был подпоручиком в 39-ю артиллерийскую бригаду. Позднее был переведён в армейскую пехоту.
- Окончил Николаевскую академию Генерального Штаба.
- 1900—1901 — Участвовал в Китайской кампании. Награждён орденом св. Станислава II степени с мечами за отличия.
- 1903 — Полковник.
- 1904 — С началом русско-японской войны по собственной просьбе направлен в действующую армию, зачислен в 1-й Восточно-Сибирский стрелковый полк.
- 4 июня 1904 — Принял командование полком после гибели в бою при Вафангоу полковника Хвастунова. В сражении под Лаояном контужен. Награждён орденами Св. Георгия IV степени, св. Владимира IV степени с меч. и бант., св. Владимира III степени с мечами и чином генерал-майора.
- 7 сентября 1905 — Командир 2-й бригады 9-й Восточно-Сибирской стрелковой дивизии.
- 27 июня 1906 — Командир 2-й бригады 23-й пехотной дивизии.
- 30 апреля 1907 — Командир 2-й Финляндской стрелковой бригады.
- 19 июня 1908 — Командир Гвардейской стрелковой бригады.
- 1910 — Начальник 2-й Гвардейской пехотной дивизии. Произведен в генерал-лейтенанты.
- 30 июля 1912 — Командующий I Туркестанского армейского корпуса.
- 15 января 1913 — Начальник Закаспийской области, командующий II Туркестанского АК.
- Август 1914 — Фактически возглавил XII АК (в составе 12-й, 19-й и 65-й пехотных дивизий) 8-й армии ген. А. А. Брусилова.
- 15 августа 1914 — Вместе с частями VIII АК нанес поражение группе генерала Г. Кёвесса фон Кёвессгаза у Подгайцев.
- 16-17 августа 1914 — Успешно сражался с частями 2-й австро-венгерской армии у Рогатина и Фирлеюва.
- 23 октября 1914 — Генерал от инфантерии.
- 6 ноября 1914 — Во время Бескидского сражения взял Дуклу и начал обход противника с флангов.
- Ноябрь 1914 — После начала Лимановского сражения оставлен для защиты Бескидских позиций, с которых был сбит 3-й армией и группой генерала К. Пфланцер-Бальтина в боях у Кросно и Рыманува.
- 3 февраля 1915 — Командир XII АК.
- 8 февраля 1915 — Награждён орденом Св. Георгия III степени за бои в районе Змиград-Дукла-Риманув.
- 7 мая 1915 — Принял командование 3-й армией (в составе IX, X, XV, XXIV, XXIX армейских, III и V Кавказских армейских корпусов), занимавшей оборону по р. Сан.
- 11 мая 1915 — Сдержал удар, нанесённый генералом А. Макензеном в стык 3-й и 8-й армий.
- 14 мая 1915 — Атаковал 4-ю армию эрцгерцога Иосифа-Фердинанда, силами III Кавказского АК разгромил у Сенявы XIV австро-венгерский корпус, взяв до 7 тыс. пленных и 15 орудий.
- 19—21 мая 1915 — Силами IX, X, XXIV, XV и III Кавказского АК нанес удар у Лобачева в обход 4-й австро-венгерской армии.
- 12 июня 1915 — Армия (в составе IX, X, XIV, XV, XXIV и III Кавказского АК) передана Северо-Западному фронту, заняла вместе с группой генерала В. А. Олохова фронт между Вислой и Бугом.
- 12 июня 1915 — Сдержал удар генерала Макензена и 4-й австро-венгерской армии.
- 21-24 июня 1915 — В ходе Таневского сражения, вместе с левофланговыми корпусами 4-й армии отбросил австро-венгерские войска[1][2][3][4][5][6][7].
- 2—5 июля 1915 — В ходе Красноставского сражения[8][9][10] успешно сдерживал натиск 4-й австро-венгерской и 11-й германской армий, но после прорыва в полосе обороны II Сибирского АК отвел армию назад и остановил наступление австро-венгерской армии.
- 9—22 июля 1915 — Вел оборонительные бои в ходе Люблин-Холмского сражения[11][12][13][14][15][16][17], а конце концов отступив, по приказу генерала М. В. Алексеева, за р. Вепрж . На рассвете 19 июля 1915 года германские войска, начавшие переправляться у Влодавы через Буг, попали под первый в отечественной истории штурмовой удар русской авиации. Беспрецедентное в истории русской армии и новейшее тактическое решение — поддержать гвардейцев 1-й дивизии ударом с воздуха — принял командующий 3-й армией генерал от инфантерии Л. В. Леш[18].
- Начало августа 1915 — Вел упорные бои у Влодавы, эвакуировал Брест-Литовск.
- Август 1915 — Армия подчинена Западному фронту.
- 16 августа 1915 — Под натиском 11-й и Бугской германских армий оставил Ковель и Владимир-Волынский.
- 10 сентября 1915 — Силами X АК и III Кавказского АК нанёс поражение частям Бугской германской армии, взяв в плен около 3,5 тыс. человек.
- В начале октября 1915 — Закрепилась в Полесье на рубеже реки Щара и Огинского канала.
- 31 мая 1916 — По приказу штаба фронта, провёл неудачное наступление на Столовичи силами Гренадерского корпуса генерала Д. П. Парского.
- 11 июня 1916 — Во время наступления Юго-Западного фронта армия в составе XXXI и XLVI АК и IV конного корпуса получила задачу овладеть районом Галузия-Городок и нанести вспомогательный удар на Озаричи.
- 22 июня 1916 — Нанёс противнику поражение на Огинском канале, у Галузии, Волчецка и Маневичей.
- 15 июля 1916 — Перешёл в наступление, с целью захватить переправы через р. Стоход и выйти в тыл Пинской группировке, но IV Сибирский АК потерпел неудачу на Огинском канале.
- 27—29 июля 1916 — Силами III, XXXI, XLVI, I и IV Сибирских и I Туркестанского АК начал безуспешное наступление на Ковель.
- 30 июля 1916 — Армия передана Западному фронту.
- 27 августа 1916 — По приказу командования фронтом произвёл неудачное наступление силами III и XXVI АК на Червищенском плацдарме.
- Конец марта 1917 — После разгрома III АК на Червищенском плацдарме армия была переформирована.
- 3 апреля 1917 — Официально снят с командования армией и зачислен в резерв чинов при штабе Минского Военного Округа.
- Вышел в отставку.

В Гражданскую войну участвовал в Белом движении на Юге России. С 1 декабря 1918 года состоял в резерве чинов при штабе главнокомандующего ВСЮР. Эвакуировался из Одессы 25 января 1920 года.
В эмиграции в Югославии. Скончался в 1934 году в военном госпитале города Котор (Черногория) от гангрены. Похоронен на военном кладбище Шкаляри.

## Награды
- Орден Святого Станислава 3-й степени (1890)
- Орден Святой Анны 3-й степени (ВП 1.02.1898)
- Орден Святого Станислава 2-й степени с мечами (ВП 15.06.1901)
- Орден Святой Анны 2-й степени с мечами (ВП 8.01.1905)
- Орден Святого Георгия 4-й степени (ВП 13.02.1905)
- Орден Святого Владимира 3-й степени с мечами (ВП 12.05.1905)
- Орден Святого Владимира 4-й степени с мечами и бантом (ВП 23.04.1906)
- Орден Святого Станислава 1-й степени (ВП 6.12.1908)
- Орден Святой Анны 1-й степени (ВП 6.12.1912)
- Орден Святого Владимира 2-й степени с мечами (ВП 2.01.1915)
- Орден Святого Георгия 3-й степени (ВП 8.02.1915)
- Георгиевское оружие (ВП 23.04.1915)
- Орден Белого орла с мечами (ВП 8.10.1915)
- Высочайшая благодарность «за отличия в делах против неприятеля» (ВП 6.12.1915)

## Семья
Был женат на дочери французского подданного Валентине Степановне Пансар. Их сыновья:
- Павел (1887—1915) — поручик лейб-гвардии 2-го стрелкового полка, георгиевский кавалер. Убит в бою.
- Николай (1888—1916) — штабс-капитан лейб-гвардии 3-го стрелкового полка, георгиевский кавалер. Убит в бою.
- Леонид (1890—1940) — полковник, георгиевский кавалер, участник Белого движения. В эмиграции в Парагвае.

## Воспоминания современников
11 июня 1916 года 3-я армия генерала Леша вошла в состав армий Юго-Западного фронта и приняла участие в знаменитом «Брусиловском прорыве». А. А. Брусилов в своих мемуарах воспроизводит следующую версию действий 3-й армии генерала Леша. Пользуясь пассивностью А. Е. Эверта и А. Н. Куропаткина, немцы и австрийцы подтянули резервы и остановили наступление армий Юго-Западного фронта на ковельском и владимиро-волынском направлениях. В районе Маневичи создалась угроза удара противником в правый фланг 8-й армии. Необходимо было решительными действиями свести к нулю ковель-мневичевскую фланговую позицию неприятеля. С этой целью, 21 июня 3-я армия Леша и 8-я армия Каледина перешли в решительное наступление и к 1 июля закрепились на реке Стоход: во многих местах авангардами форсировали Стоход и закрепились на левом берегу реки. Этой операцией войска фронта упрочили свои позиции и нейтрализовали возможную угрозу.